# Mardiens
Els mardiens (grec antic: Μαρδυηνοί, llatí: Mardyeni) eren un poble de Sogdiana que vivien a la part muntanyosa del territori, segons Plini el Vell.
Probablement eren una branca del poble dels amardis que apareixen entre Hircània i el golf Pèrsic al sud, i l'Oxus a l'est, segons Diodor de Sicília. Els més coneguts van ser els mardi d'Hircània, però també són esmentats a Bactriana i a Margiana per Plini el Vell, a Armènia (Mardastan) per Claudi Ptolemeu i Tàcit, i al Caucas per Heròdot, i també a la costa de l'Euxí (amb el nom d'escites amardes). Se suposa que formaven part d'una tribu nòmada que es desplaçava des del nord i l'est cap al sud, i diverses branques es van anar establint en aquells llocs.